# (5057) Weeks
(5057) Weeks – planetoida z pasa głównego asteroid okrążająca Słońce w ciągu 5 lat i 193 dni w średniej odległości 3,12 au. Odkrył ją Henri Debehogne 22 lutego 1987 roku w Obserwatorium La Silla. Nazwa planetoidy pochodzi od Erica R. Weeksa (ur. 1970) – profesora fizyki na Emory University. Przed nadaniem nazwy planetoida nosiła oznaczenie tymczasowe (5057) 1987 DC6.